# Mistrovství Československa v atletice 1977
Mistrovství Československa mužů a žen v atletice 1977 v kategoriích mužů a žen se konalo v sobotu 27. srpna a v neděli 28. srpna v Ostravě na tartanové dráze. Na mistrovství bylo možno plnit tzv. kandidátské limity pro Mistrovství Evropy v atletice 1978.
Zúčastnila se téměř celá československá špička. Ve startovní listině se objevila jména jako např. Helena Fibingerová, Imrich Bugár, Milada Karbanová, Jaroslav Brabec, Jaromír Vlk, Jozef Plachý a Jarmila Nygrýnová. Josef Plachý získal už  desátý titul přeborníka Československa v běhu na 800 m v řadě za sebou.

## Překonané rekordy
- Miroslav Tulis na mistrovství překonal československý rekord ve v běhu na 400 m výkonem 46,33 s.
- Jiří Lesák překonal ve skoku o tyči československý rekord výkonem 515 cm.
- Ve štafetovém běhu na 4 × 100 m překonala československý rekord časem 47,19 s štafeta UK Bratislava.

## Medailisté

### Muži
| Soutěž                        | Zlato                                                                                | Stříbro                                                                    | Bronz                                                                    |
| 100 m                         | Martin Pelach 10,68                                                                  | Otakar Wild 10,73                                                          | Luděk Bohman 10,85                                                       |
| 200 m                         | Martin Pelach 21,11                                                                  | Luděk Bohman 21,39                                                         | Miroslav Dongres 21,43                                                   |
| 400 m                         | Miroslav Tulis 46,33                                                                 | Libor Šebesta 47,23                                                        | Ján Svrček 47,74                                                         |
| 800 m                         | Jozef Plachý 1:48,6                                                                  | Jozef Samborský 1:49,7                                                     | Milan Timko 1:49,7                                                       |
| 1500 m                        | Arpád Bari 3:45,1                                                                    | Tomáš Linhart 3:45,5                                                       | Milan Richtárik 3:46,5                                                   |
| 5000 m                        | Jozef Noskovič 13:58,4                                                               | Vlastimil Zwiefelhofer 13:58,8                                             | Štefan Polák 14:00,4                                                     |
| 10 000 m                      | Alexander Schmidt 28:57,6                                                            | Dušan Moravčík 28:57,9                                                     | František Bartoš 28:58,5                                                 |
| 110 m př.                     | Petr Čech 14,05                                                                      | Jiří Čeřovský 14,15                                                        | Petr Lukeš 14,44                                                         |
| 400 m př.                     | Ladislav Kárský 50,69                                                                | Miroslav Kodejš 51,17                                                      | František Břečka 51,88                                                   |
| 3000 m př.                    | František Bartoš 8:32,8                                                              | Juraj Lukáč 8:33,8                                                         | Milan Slovák 8:36,2                                                      |
| 4 × 100 m                     | Ladislav Latocha Martin Pelach Jiří Goralczyk Ján Chebeň Dukla Banská Bystrica 41.11 | Marián Králík Jaroslav Matoušek Jiří Málek František Štross RH Praha 41.25 | Zdeněk Nygrýn Milan Wardas Otakar Wild Zdeněk Mazur Dukla Praha 41.51    |
| 4 × 400 m                     | Otakar Wild Tomáš Linhart Jozef Plachý Miroslav Tulis Dukla Praha 3:11.4             | Ivan Daniš Jan Grendys Jindřich Kohout Ladislav Kárský RH Praha 3:13.0     | Tomáš Prax Zdeněk Groh Jaromír Hort Karel Kolář LIAZ Jablonec n/N 3:15.3 |
| Skok do výšky                 | Roman Moravec 218 cm                                                                 | Jindřich Vondra 218 cm                                                     | Karel Rozkošný 215 cm                                                    |
| Skok o tyči                   | Jiří Lesák 515 cm                                                                    | Antonín Hadinger 490 cm                                                    | Roman Zrun 490 cm                                                        |
| Skok daleký                   | Jan Leitner 771 cm                                                                   | Jaroslav Priščák 767 cm                                                    | Jaroslav Křivka 750 cm                                                   |
| Trojskok                      | Jiří Vyčichlo 16,16 m                                                                | Jan Broda 15,83 m                                                          | Pavel Sasín 15,61 m                                                      |
| Vrh koulí                     | Jaromír Vlk 19,82 m                                                                  | Jaroslav Brabec 19,80 m                                                    | Miroslav Janoušek 18,22 m                                                |
| Hod diskem                    | Josef Šilhavý 61,78 m                                                                | Antonín Wybraniec 61,20 m                                                  | Imrich Bugár 60,82 m                                                     |
| Hod kladivem                  | Jiří Chamrád 66,34 m                                                                 | Josef Hájek 65,56 m                                                        | Jiří Koukal 65,00 m                                                      |
| Hod oštěpem                   | Josef Hanák 74,54 m                                                                  | Tomáš Babiak 73,38 m                                                       | Jaroslav Halva 73,18 m                                                   |
| Desetiboj                     | Petr Krátký 7628 bodů                                                                | Jiří Knejp 7197 bodů                                                       | Petr Šárec 7015 bodů                                                     |
| 20 km chůze Ostrava 13.8.1977 | Juraj Benčík 1:27:40.0                                                               | Štefan Petrík 1:27:45.0                                                    | Evžen Zedník 1:27:53.2                                                   |

### Ženy
| Soutěž        | Zlato                                                                                                   | Stříbro                                                                                    | Bronz                                                                                  |
| 100 m         | Ludmila Jimramovská 12,15                                                                               | Zdena Holánová 12,16                                                                       | Daniela Široká 12,20                                                                   |
| 200 m         | Radislava Šoborová 24,30                                                                                | Jozefína Čerchlanová 24,38                                                                 | Zdena Holánová 24,44                                                                   |
| 400 m         | Eva Ráková 54,64                                                                                        | Olga Kmochová 55,30                                                                        | Jitka Birnbaumová 55,72                                                                |
| 800 m         | Jozefína Čerchlánová 2:05,5                                                                             | Drahomíra Zvoníčková 2:07,8                                                                | Vlasta Babecová 2:07,9                                                                 |
| 1500 m        | Božena Sudická 4:18,2                                                                                   | Ludmila Černá 4:22,5                                                                       | Jaroslava Pokorná 4:23,9                                                               |
| 3000 m        | Božena Sudická 9:31,8                                                                                   | Miroslava Margoldová 9:33,7                                                                | Ludmila Černá 9:34,0                                                                   |
| 100 m př.     | Monika Schönauerová 14,04                                                                               | Jiřina Lamačová 14,35                                                                      | Renata Hortová 14,59                                                                   |
| 400 m př.     | Jiřina Plívová 61,53                                                                                    | Dana Wildová 62,25                                                                         | Marie Loudová 62,75                                                                    |
| 4 × 100 m     | Eva Ráková-Kovalčíková Daniela Široká Viera Dodrvová Mária Varcholová Slávia UK Bratislava 47.19        | Lenka Zahradníková Ladislava Spálenská Jana Poloková Ivana Hronková Dynamo Pardubice 48.73 | Jana Vášová Marcela Jelínková Helena Svobodová Kateřina Procházková Sparta Praha 50.03 |
| 4 × 400 m     | Darina Hlaváčová Paulína Kirnová Gabriela Kvašňovská Eva Ráková-Kovalčíková Slávia UK Bratislava 3:50.9 | Stanislava Brunnerová Marie Loudová Dana Wildová Božena Sudická LIAZ Jablonec n/N 3:53.3   | Jana Poloková Marta Džubinská Ivana Hronková Jaroslava Pokorná Dynamo Pardubice 4:01.8 |
| Skok do výšky | Milada Karbanová 190 cm                                                                                 | Marta Jeseňáková 180 cm                                                                    | Mária Mračnová 183 cm                                                                  |
| Skok daleký   | Jarmila Nygrýnová 641 cm                                                                                | Miroslava Březíková 591 cm                                                                 | Emilie Szmeková 589 cm                                                                 |
| Vrh koulí     | Helena Fibingerová 21,24 m                                                                              | Zdeňka Bartoňová 17,44 m                                                                   | Danuše Matoušková 15,65 m                                                              |
| Hod diskem    | Helena Vyhnalová 60,82 m                                                                                | Jitka Prouzová 59,82 m                                                                     | Marcela Pilařová 55,32 m                                                               |
| Hod oštěpem   | Elena Burgárová 58,22 m                                                                                 | Drahomíra Dryeová 54,58 m                                                                  | Mária Laktišová 49,28 m                                                                |
| Pětiboj       | Marcela Koblasová 4045 bodů                                                                             | Alena Spalovská 3758 bodů                                                                  | Kateřina Vocásková 3688 bodů                                                           |